# Hockey Novara 1973
Questa voce raccoglie le informazioni riguardanti l'Hockey Novara nelle competizioni ufficiali della stagione 1973.

## Maglie e sponsor
| 1ª divisa | 2ª divisa |

## Rosa
| N° | Naz.                   | Ruolo | Sportivo              |  |  |  |
| -- | ---------------------- | ----- | --------------------- |  |  |  |
| ?  | Italia (bandiera)      | E     | Gianpietro Aina       |  |  |  |
| ?  | Italia (bandiera)      | E     | Beniamino Battistella |  |  |  |
| ?  | Italia (bandiera)      | E     | Roberto Borrini       |  |  |  |
| ?  | Italia (bandiera)      | E     | Pierluigi Colombo     |  |  |  |
| ?  | Italia (bandiera)      | P     | Francesco Fontana     |  |  |  |
| ?  | Italia (bandiera)      | E     | Erasmo Marcon         |  |  |  |
| ?  | Italia (bandiera)      | E     | Franco Mora           |  |  |  |
| ?  | Paesi Bassi (bandiera) | E     | Robert Olthoff        |  |  |  |
| ?  | Italia (bandiera)      | P     | Mario Romussi         |  |  |  |
| ?  | Italia (bandiera)      | E     | Renzo Zaffinetti      |  |  |  |

- Allenatore:  Gianpietro Aina